# Joan Oumari
Joan Oumari (Berlin, 1988. augusztus 19. –) libanoni válogatott labdarúgó.

## Klub
A labdarúgást a Reinickendorfer Füchse csapatában kezdte. Később játszott még a FSV Frankfurt, a Sivasspor és a Al-Nasr csapatában. 2019-ben a Vissel Kobe csapatához szerződött. 2019-ben Császár Kupa címet szerzett. 2020-ben a FC Tokyo csapatához szerződött. 2020-bAn J.League Kupa címet szerzett.

## Nemzeti válogatott
2013-bAn debütált a libanoni válogatottban. A libanoni válogatott tagjaként részt vett a 2019-es Ázsia-kupán. A libanoni válogatottban 26 mérkőzést játszott.

## Statisztika
| Libanoni válogatott | Libanoni válogatott | Libanoni válogatott |
| Időszak             | Mérk.               | gól                 |
| ------------------- | ------------------- | ------------------- |
| 2013                | 1                   | 0                   |
| 2014                | 0                   | 0                   |
| 2015                | 8                   | 2                   |
| 2016                | 4                   | 0                   |
| 2017                | 2                   | 0                   |
| 2018                | 3                   | 0                   |
| 2019                | 5                   | 0                   |
| 2020                | 0                   | 0                   |
| 2021                | 3                   | 2                   |
| Összesen            | 26                  | 4                   |